# Calle del Comandante Izarduy
La calle del Comandante Izarduy es una vía pública de la ciudad española de Vitoria.

## Descripción
La vía, que fue durante años parte de la de Rioja, adoptó el título de «calle de Arechavaleta» en 1872, pues llevaba a aquella localidad alavesa. En el siglo XX, principiaba en el paso a nivel del ferrocarril y concluía en el entonces conocido como camino de la Zumaquera. Aparece descrita en la Guía de Vitoria (1901) de José Colá y Goiti con las siguientes palabras:

Calle de Arechavaleta.—Nombre primitivo. Se le dió este título en 1872, ó sea el de Camino de Arechavaleta y antes era parte de la calle de Rioja. Principia en el paso á nivel del ferrocarril del Norte y concluye en el camino de la Zumaquera. Este camino fué el primero que se abrió en las provincias vascongadas y formaba parte de la gran vía romana construida en el primer siglo de nuestra era, por orden del emperador Augusto. En la calle de Arechavaleta está el gran Hospital militar, que se inauguró el mes de agosto de 1897: continúa construyéndose la fábrica y se levanta según los modernos preceptos de la higiene.
(Colá y Goiti, 1901, pp. 24-25)

Se conoce como «calle del Comandante Izarduy» desde 1916, en recuerdo de Ángel Izarduy, militar muerto en la guerra del Rif cuyo regimiento estaba en aquella vía. En la actualidad, discurre desde el paseo de la Universidad hasta la rotonda en la que confluyen las calles de Zumabide e Iturritxu. Tiene cruces con las de Flandes, Nieves Cano, Herminio Madinaveitia, Zumaquera y Pablo de Jérica.  A lo largo de los años, además del hospital militar, han tenido sede allí una residencia de oficiales y el despacho central de Renfe.